# Wallace Jones (muzikant)

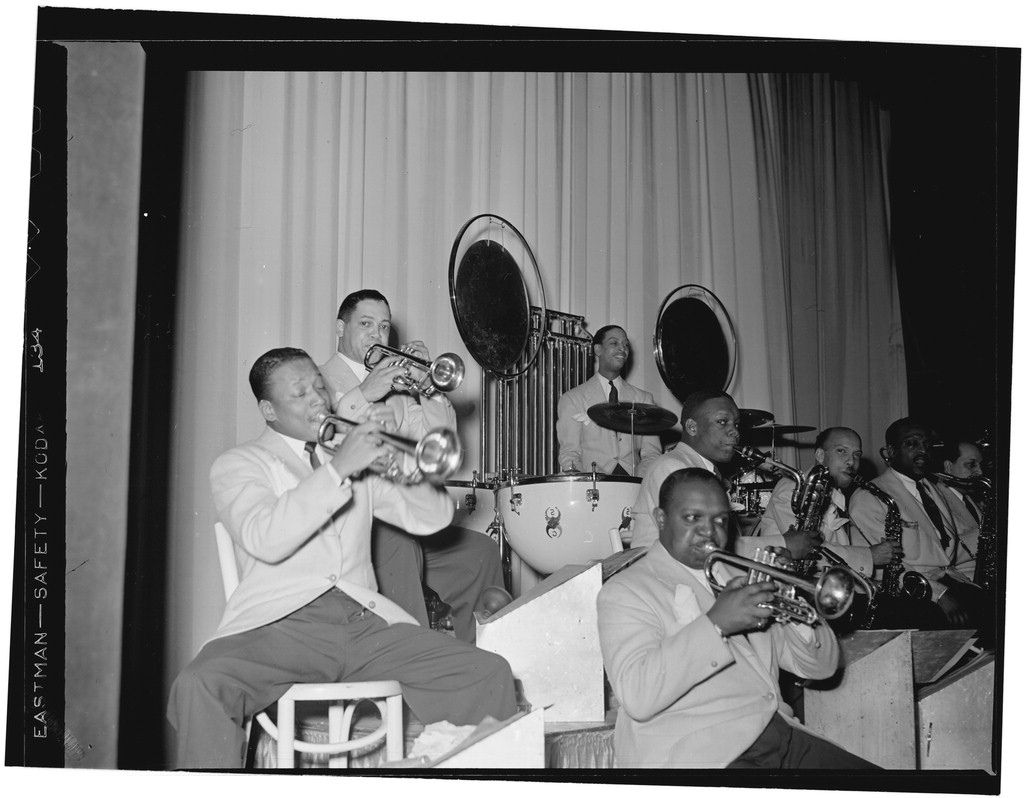
Wallace Jones te midden van andere muzikanten

Wallace Jones (Baltimore, 16 november 1906 - 23 maart 1983) was een Amerikaanse jazz-trompettist. Hij speelde zo'n zes jaar in de band van Duke Ellington.
Jones speelde vanaf 1930 in lokale bands, onder meer van Ike Dixon en Percy Glascoe. Halverwege de jaren dertig ging hij naar New York, waar hij in de band van zijn neef Chick Webb speelde en, vanaf 1936, bij Willie Bryant. In 1938 nam hij in het orkest van Ellington de plaats in van Arthur Whetsol. Hij zou er tot 1944 werken, maar heeft in die tijd door stevige concurrentie (Cootie Williams, Rex Stewart) weinig als solist opgetreden. Als solist is hij onder meer te horen op "Prelude to a Kiss" (1938). Na zijn Ellington-tijd werkte hij bij Benny Carter, Snub Mosley en John Kirby. Hierna trok hij zich terug uit de muziek en was hij begrafenisondernemer.